# Dolmen des Trois Pierres (Trie-Château)
Pour les articles homonymes, voir Dolmen des Trois Pierres.
Le dolmen des Trois-Pierres, appelé aussi Pierre Percée ou Pierre Trouée, est une allée couverte située sur le territoire de la commune de Trie-Château, dans le département français de l'Oise.

## Historique
La première mention du monument date de 1763. Il figure sur une gravure du début XIXe siècle. Une première fouille y aurait été pratiquée en 1836 mais aucun compte rendu n'est connu. Tout au long du siècle, le monument est régulièrement cité et visité par les spécialistes et les sociétés savantes, plusieurs plans en sont dressés. La fouille de 1876 menée par Léon de Vesly et Alfred Fitan n'apporte que peu d'enseignements. Le dolmen est classé au titre des monuments historiques par la liste de 1862.

## Description
L'édifice a été érigé sur un flanc de coteau dominant la rivière Troësme. Le menhir du Bois de la Garenne est situé à environ 200 m de distance au nord-est. 
L'allée est orientée selon un axe nord-nord-est/sud-sud-ouest. C'est une allée couverte du type Seine-Oise-Marne mais son architecture est assez originale. Elle est composée d’un court vestibule d’entrée (2 m sur 1 m) et d'une chambre (7 à 8 m de long sur 1,10 à 1,20 m de large), le vestibule est donc disproportionné par rapport à la chambre qui est très étroite. La dalle assurant la séparation entre le vestibule et la chambrée est percée d'un trou circulaire, très endommagé, d’environ 40 à 45 cm de diamètre, appelé « trou des âmes », permettant le passage des corps. Le nombre d'orthostates délimitant l'allée est variable selon les plans du XIXe siècle mais il semble qu'il y en avait sept côté ouest. Il ne demeure qu'une table de couverture, celle recouvrant le vestibule. Elle mesure environ 3,80 m dans sa plus grande longueur. Selon Vesly et Fitan, le sol comportait un dallage en opus incertum. Le monument fut fortement endommagé par les fouilles de 1876.
Toutes les dalles sont en calcaire dont il existe un affleurement au sommet de la crête dominant le coteau où est implanté l'édifice.

## Résultats des fouilles
Les fouilles de Vesly et Fitan sont les seules dont le résultat soit connu mais leur compte rendu est très succinct. Des ossements humains furent retrouvés près de l'entrée de la chambre, ils reposaient sur le pavage du sol. Le mobilier funéraire était constitué d'une hache polie en silex de petite taille, d'une seconde hache non polie et de tessons d'une poterie grossière de mauvaise qualité. Des fragments de tuile romaine et un petit morceau de bronze ont aussi découverts, ils pourraient provenir soit d'une violation antérieure de la tombe, soit résulter d'un apport par ruissellement des eaux de pluie.
Une hache en pierre polie fut retrouvée à peu de distance de l'allée dans la seconde moitié du XXe siècle et plusieurs stations néolithiques sont connues dans un rayon de quelques de kilomètres aux alentours.

## Folklore
Selon la légende la plus courante, l'édifice a été construit par les fées qui ont apporté les pierres dans leur tablier. Dans une seconde légende, moins classique, le monument est sorti tout seul de terre, comme une plante. D'après la tradition, la pierre qui est percée possède des vertus curatives, on y faisait passer les enfants faibles et languissants pour leur redonner la santé et on exposait les nouveau-nés sur la dalle de couverture.